# 12433 Barbieri
12433 Barbieri eller 1996 AF4 är en asteroid i huvudbältet som upptäcktes den 15 januari 1996 av de båda italienska astronomerna Ulisse Munari och Maura Tombelli vid Cima Ekar-observatoriet. Den är uppkallad efter amatörastronomen Giovanni Barbieri.
Asteroiden har en diameter på ungefär 4 kilometer.